# Pawling
Pawling ist eine kommunale Verwaltungseinheit (town) im Dutchess County im US-Bundesstaat New York. Das U.S. Census Bureau hat bei der Volkszählung 2020 eine Einwohnerzahl von 8.012 ermittelt.
Der Begriff town bezeichnet im Staat New York weniger eine Stadt im herkömmlichen Sinn als vielmehr eine Verwaltungseinheit auf der Ebene unterhalb des County, die wiederum in incorporated (selbstverwaltete) oder unincorporated (nicht selbstverwaltete) villages (Dörfer) und hamlets (Weiler) untergliedert ist.
Die Town of Pawling besteht aus dem selbstverwalteten Village of Pawling, den selbstverwalteten hamlets Holmes, Quaker Hill und West Pawling sowie einigen nicht selbstverwalteten hamlets wie Baker Corner, Hurd Corners, Mizzen Top, Woodinville.

## Geographie und Verkehr
Pawling liegt etwa 100 Kilometer nordnordöstlich von New York City und gehört zum Harlem Valley, einer ländlich geprägten und von Hügeln und kleinen Seen gekennzeichneten Landschaft, die bei den Bewohnern des Ballungsraumes New York City als Erholungsgebiet beliebt ist. Etwa 10 % der Bewohner Pawlings halten sich nur an den Wochenenden oder in den Sommerferien hier auf. Besonders der Ort Quaker Hill ist stark vom Fremdenverkehr geprägt. Der Süden des Stadtgebiets grenzt an das Putnam County, die Ostgrenze ist gleichzeitig die Grenze zum Bundesstaat Connecticut.
Bei Pawling kreuzen sich die New York State Route 22, die von New York City aus in nördlicher Richtung an der Ostgrenze des Bundesstaats entlang verläuft, und die in west-östlicher Richtung laufende New York State Route 55. Eisenbahnanschluss von und nach New York City sowie in Richtung Norden besteht bereits seit 1848 mit der Harlem Line (Harlem-Linie) der Metro-North Railroad. An Pawling führt der Appalachian Trail, einer der längsten Fernwanderwege der Welt, vorbei.

## Statistik
Bei einer im Jahr 2000 durchgeführten Volkszählung wohnten in der Town of Pawling 7521 Personen, davon entfielen 2233 auf das Village of Pawling. 94,4 % waren Weiße, 1,5 % Afroamerikaner, 1,3 % Asiatische Amerikaner und 2,8 % Sonstige. Diese Einteilung übergreifend bezeichneten sich 4,9 % der Einwohner als Hispanics. Das Pro-Kopf-Einkommen lag bei 30.043 $, 3,3 % der Einwohner lebten unterhalb der Armutsgrenze.
In Pawling existieren Gemeinden der Baptisten, Methodisten, Lutheraner, der Episkopalkirche und der Römisch-Katholischen Kirche.

## Geschichte

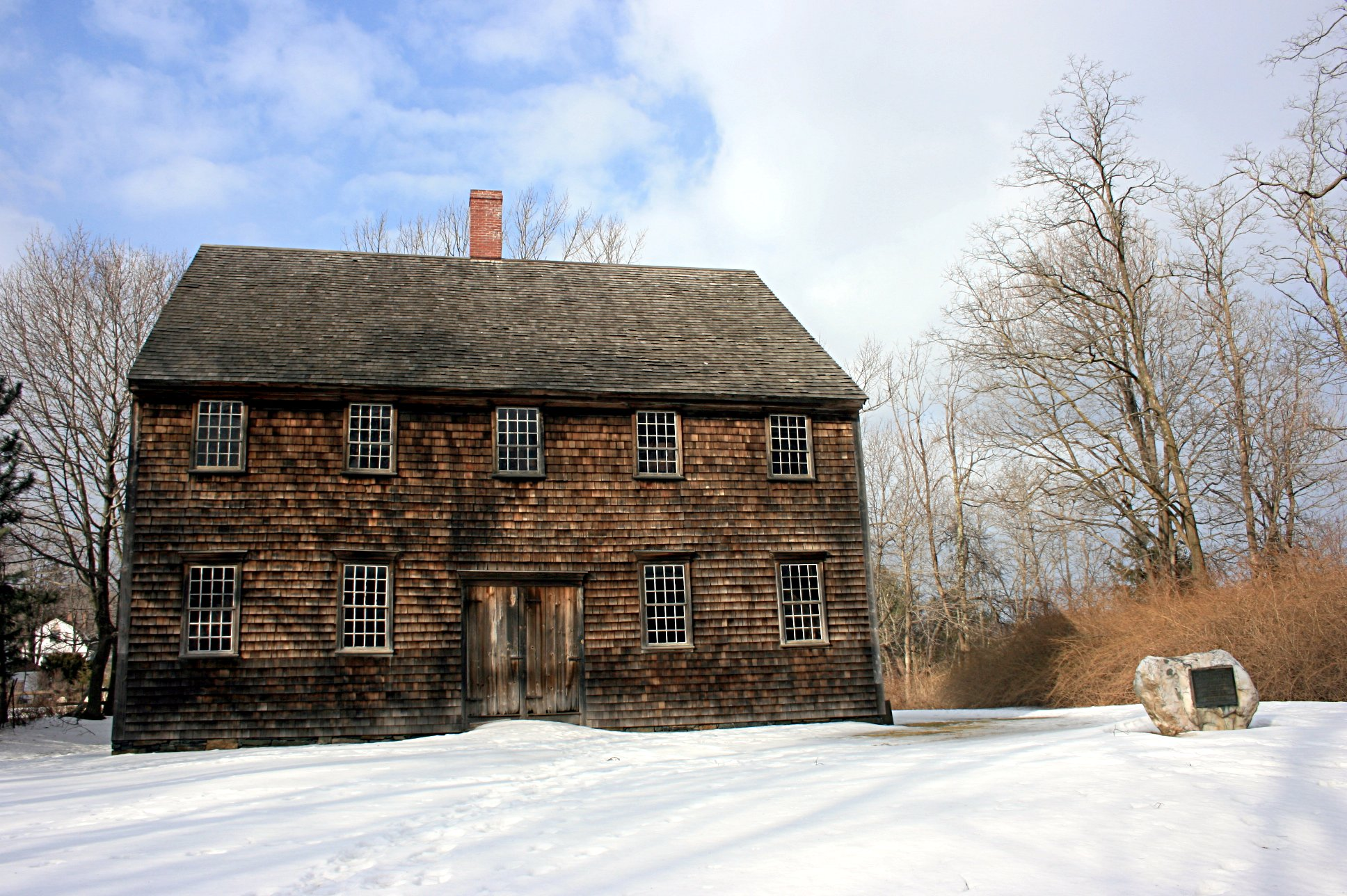
Oblong Friends Meeting House (erbaut 1764), Quaker Hill, Town of Pawling

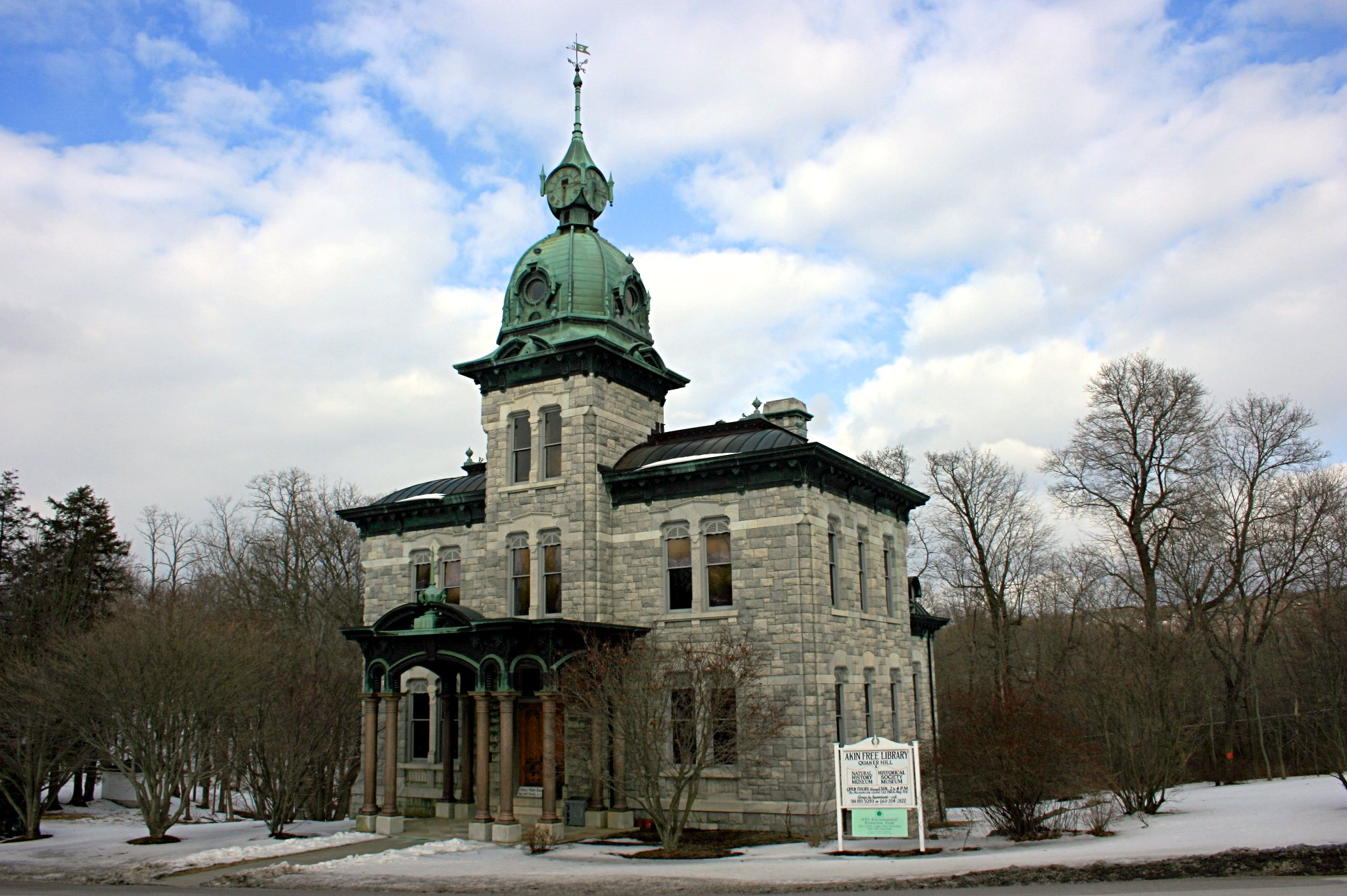
Akin Free Library (fertiggestellt 1908), Quaker Hill, Town of Pawling

Im frühen 18. Jahrhundert war ein Teil des heutigen Stadtgebiets zwischen den Kolonien New York und Connecticut umstritten. Zwischen 1730 und 1750 siedelten sich im heutigen Ortsteil Quaker Hill Quäker an und errichteten 1742 ihr erstes Versammlungshaus. Dieses wurde 1764 durch das größere Oblong Friends Meeting House ersetzt, das bis heute besteht und besichtigt werden kann. 1973 wurde es in das National Register of Historic Places aufgenommen. In diesem Haus gaben die Quäker 1767 eine feierliche Erklärung gegen die Sklaverei ab und untersagten es ihren eigenen Mitgliedern, Sklaven zu halten. Zu den weiteren bedeutenden historischen Gebäude Pawlings gehören das John Kane House (etwa 1740) und die Akin Free Library (fertiggestellt 1908).
Im Verlauf des Unabhängigkeitskrieges befand sich 1778 und 1779 in Quaker Hill zeitweilig das Hauptquartier der Truppen von George Washington. 1788 wurde die Town of Pawling gegründet, innerhalb derer das Village of Pawling 1893 die kommunale Selbstverwaltung (incorporated village) erhielt. 1807 war ein Teil der Town of Pawling allerdings an die benachbarte Town of Dover abgetreten worden. In Pawling befindet sich der Dutcher Golf Course, der älteste öffentliche Golfplatz in den USA.

## Persönlichkeiten
Pawling war Wohnsitz des Politikers Thomas E. Dewey und des Journalisten Edward R. Murrow. Nach Murrow wurde ein Park in Pawling benannt. Norman Vincent Peale und Ruth Stafford Peale gründeten hier die Foundation for Christian Living und das Peale Center for Christian Living. Auf dem Friedhof von Pawling befindet sich außer den Gräbern von Dewey und der Eheleute Peale auch das Grab der Schauspielerin Silvana Mangano. Pawling war Wohnsitz des Schauspielers James Earl Jones.